# ريكس بيتش
ريكس بيتش (بالإنجليزية: Rex Beach) (و. 1877 – 1949 م) هو كاتب، وكاتب سيناريو، وروائي، وكاتب مسرحي، وشاعر قانوني ‏، ومحامي، ولاعب كرة الماء أمريكي، ولد في مقاطعة أنتريم، شارك في الألعاب الأولمبية الصيفية 1904، توفي في سيبرينغ، عن عمر يناهز 72 عاماً.

## التعليم
تعلم في كلية رولينز، وكلية شيكاغو–كنت للحقوق ‏.

## وصلات خارجية
- ريكس بيتش على موقع IMDb (الإنجليزية)
- ريكس بيتش على موقع ألو سيني (الفرنسية)
- ريكس بيتش على موقع أول موفي (الإنجليزية)
- ريكس بيتش على موقع قاعدة بيانات برودواي على الإنترنت (الإنجليزية)
- ريكس بيتش على موقع قاعدة بيانات الأفلام السويدية (السويدية)
- ريكس بيتش على موقع قاعدة بيانات الفيلم (الإنجليزية)
- ريكس بيتش على موقع كينوبويسك (الروسية)
- ريكس بيتش على موقع أوليمبيديا (الإنجليزية)
- ريكس بيتش  على موقع SportsReference  - سبورتس رفرنس